# Digitaria porrecta
Digitaria porrecta är en gräsart som beskrevs av Stanley Thatcher Blake. Digitaria porrecta ingår i släktet fingerhirser, och familjen gräs. Inga underarter finns listade i Catalogue of Life.